# Allophorocera
Allophorocera – rodzaj muchówek z rodziny rączycowatych (Tachinidae).

## Wybrane gatunki
- A. aldrichi (Curran, 1927)[2]
- A. arator (Aldrich, 1925)[2]
- A. australis (Coquillett, 1897)[2]
- A. celeris (Coquillett, 1897)[2]
- A. chaetosa (Townsend, 1926)[2]
- A. cinerea (Chao & Liang), 1982[1]
- A. delecta (Curran, 1927)[2]
- A. ferruginea (Meigen, 1824)
- A. flavipruina (Chao & Liang), 1982[1]
- A. flavitarsa (Reinhard, 1934)[2]
- A. lapponica Wood, 1974[2]
- A. occidentalis (Coquillett, 1897)[2]
- A. pachystyla (Macquart, 1850)
- A. picata (Reinhard, 1953)[2]
- A. ruficornis (Smith, 1917)[2]
- A. rufipes (Brauer & von Bergenstamm, 1891)
- A. rutila (Meigen, 1824)[1]
- A. sajanica Mesnil, 1963[2][1]
- A. sectilis (Reinhard, 1953)[2]
- A. varifrons (Curran, 1927)[2]